# یون پو سان
یون پو سان (انگلیسی: Yun Bo-seon؛ ۲۶ اوت ۱۸۹۷ – ۱۸ ژوئیهٔ ۱۹۹۰) یک سیاست‌مدار اهل کره جنوبی بود. او از ۱۳ اوت ۱۹۶۰ تا ۲۲ مارس ۱۹۶۲ رئیس جمهور این کشور بود.